# Søvnen
Søvnen (El somni), per a cor i orquestra, op. 18, és la segona gran obra coral de Carl Nielsen. Va ser interpretada per primera vegada a la Societat Musical (Musikforeningen) de Copenhaguen el 21 de març de 1905 sota la batuta del compositor.

## Origen i context
La idea d'escriure Søvnen se li va ocórrer a Nielsen a Atenes poc després d'haver compost l'⁣obertura Helios a principis de 1903. Va preguntar a Julius Lehmann si li agradaria escriure el text de l'obra, però Lehmann ho va rebutjar. Com a resultat, Nielsen va començar a escriure ell mateix un text. Tot i que no va arribar gaire lluny, la idea que hi ha darrere de l'obra apareix a mesura que el somni tranquil evoluciona cap a un malson: "Els fills de la Son, els Somnis, i les seves germanes, les Germanes dels Somnis, s'aixequen adormits un a un. Estan encadenats sota la corona del bàlsam on primer amb mandra, després amb atenció, aixequen el cap i miren al davant... El món sencer tremola i tot sembla a punt d'explotar. Algunes veus criden assassinat i sang".
Tanmateix, Nielsen va tenir dificultats per avançar amb el treball. El 26 de novembre de 1903, en una carta al seu amic Henrik Knudsen, explica: "Avui he començat a treballar sobre 'Søvnen'. De fet, ja és hora de començar, perquè demà és el 28 de novembre i, per tant, només fa un any que Saül i David es van interpretar per primera vegada, i durant tot aquest temps només he aconseguit produir l'obertura Helios". A les seves memòries, Svend Godske-Nielsen explica com Nielsen semblava escapar de les seves dificultats quan "va aconseguir escriure la bella melodia per al poema Sænk kun dit Hoved, du Blomst (Baixa el cap, o flor)". Johannes Jørgensen, que va escriure el text de la cançó el 8 de desembre de 1903, també va escriure el text per a Søvnen encara que no és clar fins a quin punt estan relacionats els dos.
En una carta a Johannes Jørgensen datada el 25 de juliol de 1903, Nielsen explica:
M'agradaria retratar el son en la música, una mena d'himne a la seva glòria. El son cura totes les ferides i alleuja tots els problemes, és el bé més gran per a tots els éssers vius i l'estat feliç on res és dur i palpable, però tot neda en una llarga i daurada eternitat. El son té els seus somnis, tan bons com dolents, però cadascú ha de tornar al seu lloc: perquè el son probablement es pot pertorbar, però mai no es pot matar. (Macbeth).
Per tant, podria ser una mena de poema en tres parts. Però no us alarmeu: no cal que hi hagi moltes paraules i línies a cada part, perquè a diferència de les altres arts, la música té, per descomptat, la facultat de frenar i accelerar sempre que sigui necessari. Potser trobeu que la idea no és poètica ni apta per a un tractament poètic. Però fes el que puguis, estimat amic, perquè t'asseguro que és musicalment poètic en el més alt grau.
M'agradaria tenir prou talent jo mateix. Però ara permeteu-me explicar què hauria escrit si hagués estat en condicions d'escriure els poemes i donar forma a la peça jo mateix, tot i que reconec que no tinc la més mínima capacitat per fer-ho. Només els ingredients bàsics, que evidentment no has de prendre massa seriosament, però que transmetran la direcció en la qual vull anar. Suggereixo:
I. En silenci i somiador, el núvol es desvia cap a l'oest.
De manera esponjosa, baixa per sota de la corba fosca de la terra
I l'última resplendor vermella fosca del sol
besa —entre ombres llargues i persistents—
La molsa verda en grans arbres i pedres
I tot s'obre i respira llargament
i enmig d'una lluita somrient i cansada
Per una riquesa de bàlsam i menjar i alegria.
II. Però a l'horitzó llunyà
Vine
- Somnis de felicitat
- Del mal
- De terror
Ajuda!
III. Grans ulls humans indagadors
baixen de dos en dos
les seves parpelles suaus i pesades
i tancar com calzes adormits
que han begut els raigs carmesí brillants del sol
un dia de somnis
I les suaus amples aigües del son
flueix per tot el món:
I llavors fins i tot podria haver-hi una ullada a l'últim llarg somni.
Per tant, estimat John Jorgensen:
I. unes paraules que expressen l'alegria del son
II. alguna cosa que la pertorba
III. el primer estat d'ànim amb potser una al·lusió a la mort.
Si feu això per mi, no sé què podria fer per vosaltres. Segur que no te'n penediràs, perquè a més dels teus honoraris, la meva gratitud i la meva amistat segurament faran una contribució. Si us plau, accepteu les sinceres salutacions de la meva dona. Em demana que t'escrigui que està desitjant conèixer-te amb tu i la teva dona en un futur pròxim, ja que t'hem de parlar de Grècia i de Roma i de molts altres llocs meravellosos.
Però uns dies després, una segona carta de Nielsen a Jørgensen mostra que no estava content amb el primer intent del poeta. Havia d'explicar que hi havia una gran diferència entre compondre per a solistes i per a cors. Va dir que tot el que necessitava eren només unes poques línies, similars a les que es troben en antigues composicions eclesiàstiques com el Glòria o el Credo. Aparentment, Jørgensen no es va ofendre i el 21 de novembre de 1903 va proporcionar un text nou i més adequat que va constituir la base per a la composició de Nielsen, tot i que Nielsen va fer alguns canvis més.
L'esborrany inicial de la cantata de Carl Nielsen està datat el 10 de novembre de 1904, mentre que la còpia definitiva està datada el 27 de novembre de 1904.

## Recepció
Durant els assajos de la primera actuació, Nielsen va escriure amb confiança a la seva dona Anne Marie⁣: "Considero que és la meva obra més destacada i plenament concebuda fins ara i crec que he aconseguit expressar el que volia". Les crítiques de la primera actuació a la Societat Musical el 21 de març de 1905, però, no van ser tan positives. Dannebrog va comentar: "En aquesta obra es troba de nou molt de l'estrany i afectat i la decidida inclinació a acumular efectes sonors discordants que és característica d'aquest compositor altament dotat. D'alguna manera, però, aquests recursos estan justificats pels mots i la tendència de la poesia. Després d'una introducció que exhibeix gran bellesa i pinta de manera suggerent la benaurança del descans, "com els grans i silents rius que flueixen en pau i foscor", el compositor fa una transició molt característica cap als horrors de la nit, les visions pernicioses que es converteixen en al·lucinacions horripilants i culminen en un crit de pànic mortal. Aquest creixement es realitza amb considerable poder dramàtic i el compositor realment aconsegueix l'objectiu previst. L'última secció hauria de ser abreviada; després de la gran tensió, el final llarg, que repeteix les paraules i l'ambient de la introducció, té un efecte bastant fatigant. El cor i l'orquestra van interpretar aquesta interessant nova obra excel·lentment, i el Sr. Carl Nielsen, que va dirigir personalment, va ser aclamat amb una tempesta d'aplaudiments i diversos crits de teló".
Socialdemokraten va descriure l'obra com "una peça peculiar i atmosfèrica de poesia musical", però també va escollir la bellesa de "les suaus textures de corda en el preludi i les primeres estrofes del cor amb el seu descens relaxant a la meravellosa pau del son". Dagens Nyheder va arribar a dir que el compositor "en realitat sembla voler fer cacofònica la seva música", mentre que Københavns Adresseavis comenta que "l'esforç del compositor per trobar una expressió plenament realista en la música, combinat amb la seva inclinació per l'originalitat, el porta a un caos de combinacions de notes distorsionades i disharmòniques". Però Vort Land sembla haver entès les intencions de Nielsen: "Tot el mèrit ha d'anar a aquesta música, perquè testimonia tant una voluntat d'independència com una honestedat decidida. I en el fons, aquesta obra coral posseeix una autenticitat estremidora que només pot commoure, perquè prové del cor d'un veritable artista..."
Quan l'obra es va interpretar posteriorment en un concert d'obres de Nielsen el 12 de novembre de 1905, Socialdemokraten va qualificar la peça "una de les obres més belles de Carl Nielsen", però Charles Kjerulf, escrivint a Politiken, és molt més crític: "L'acusació més greu contra el compositor en aquest respecte es trobava a la secció central de Søvnen, la que representa el malson. Aquesta egua cavalca literalment a la caça més salvatge de les notes més falses, que el cor ni tan sols pot colpejar. A cada instant es reben diferents notes falses, però té no hi ha gran influència en el resultat. Durant els minuts que dura un moviment com aquest, fins i tot l'amant de la música danès més benintencionat està a punt de renunciar a Carl Nielsen i a totes les seves obres".
Quan l'obra es va representar uns 13 anys més tard, l'11 de febrer de 1918, Dagbladet va escriure: "Probablement, Søvnen sonava bastant inofensiu per a aquells que s'han acostumat a l'expressió molt més lliure i personal que troba avui la imaginació de Carl Nielsen; tanmateix, és una obra preciosa i evocadora i em vaig alegrar de veure-la desenterrada dels arxius”.

## Música
Søvnen és una obra en tres moviments. La primera i l'última descripció, en què està present l'estil elisi brahmsià del compositor, representen un somni suau i reparador sense preocupacions. Aquesta felicitat es contrasta en el moviment central amb un ritual cabalístic i inquietant que revela el terror d'una nit de malsons associada a la claustrofòbia i altres pors de ser captiu o caure en un abisme profund. L'estudi de Nielsen sobre la música de Max Reger va influir molt en aquesta composició, especialment en la secció dels malsons.